# Église Saint-Augustin de Cobourg
Pour les articles homonymes, voir Église Saint-Augustin.
L'église Saint-Augustin de Cobourg (en allemand : St. Augustin Coburg) est une église paroissiale de l'archidiocèse catholique romain de Bamberg située dans la ville bavaroise de Cobourg, en Allemagne. Elle a été construite entre 1856 et 1860. Conçue à l'origine dans le style néo-gothique, l'église a été remodelée en 1960 en raison d'une réforme liturgique.
Il existe une crypte sous l'église, une nécropole qui abrite les restes de quinze membres de la branche dite « Koháry » de la maison de Saxe-Cobourg et Gotha, une branche catholique romaine de la maison ducale à l'origine protestante.

## Histoire
Après la Réforme, le culte catholique a été réduit à Cobourg et le dernier service a eu lieu en 1582, à la St. Nikolaus (de) . Il a fallu près de trois cents ans pour qu'une nouvelle paroisse catholique soit rétablie dans la ville.
En 1851, un comité dirigé par le prince Auguste de Saxe-Cobourg et Gotha (1818-1881) entreprend de planifier la construction d'une église catholique romaine. La voûte est achevée en 1858. L'église est inaugurée le 28 août 1860 (date de la fête d'Augustin d'Hippone) par l'archevêque de Bamberg Michael Deinlein.
En 1884-1885, trois ans après la mort du prince Auguste (1818-1881), son second fils le prince Auguste de Saxe-Cobourg (1845-1922), et sa mère la princesse Clémentine d'Orléans (1817-1907), financent la construction d'un nouveau caveau funéraire qui complète les deux salles orientales initiales par une nouvelle grande salle ouest, sous l'église. L'ensemble de ces trois salles devient une nécropole pour leur famille.
Le 15 juillet 1909, la princesse Béatrice de Saxe-Cobourg-Gotha, de confession protestante, épouse l'infant Alphonse d'Orléans, duc de Galliera, de confession catholique, lors d'une cérémonie civile au château de Rosenau, suivie d'une cérémonie religieuse catholique romaine à l'église de Saint-Augustin et d'une cérémonie luthérienne à Château de Callenberg.
Après l'adhésion de Cobourg à la Bavière en 1920, la paroisse Saint-Augustin est attribuée à l'archevêque de Bamberg.

## Nécropole des Saxe-Cobourg

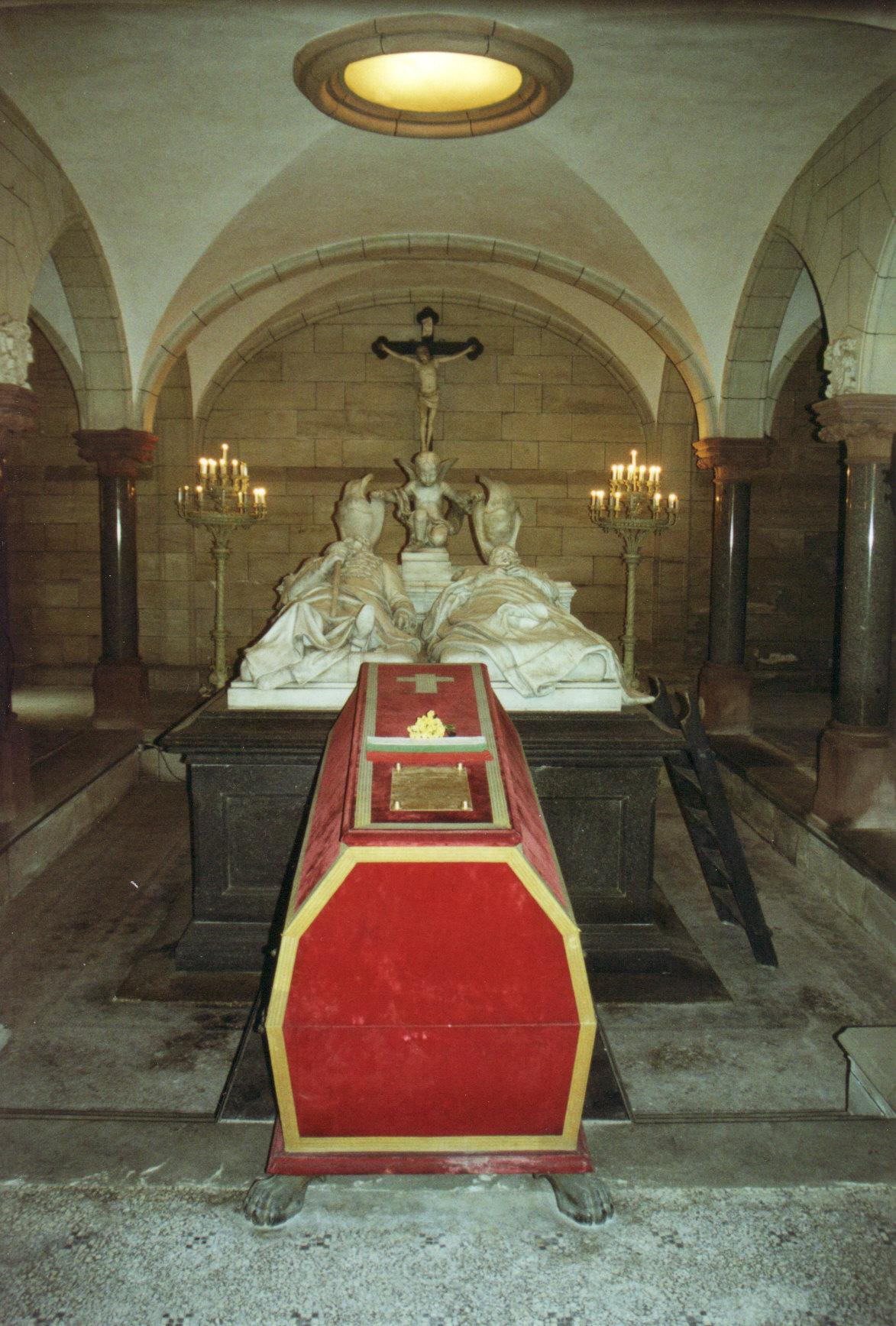
La sépulture du tsar Ferdinand et les gisants de ses parents Auguste de Saxe-Cobourg et de Clémentine d'Orléans.

Les membres de la maison de Saxe-Cobourg inhumés dans la nécropole sont :
- Auguste de Saxe-Cobourg-Gotha (1818-1881)
- Clémentine d'Orléans (1817-1907)
- Ferdinand tsar de Bulgarie (1861-1948)
- Auguste de Saxe-Cobourg-Gotha (1845-1922)
- Léopoldine du Brésil (1847-1871)
- Pierre de Saxe-Cobourg-Gotha (1866-1934)
- Auguste de Saxe-Cobourg-Gotha (1867-1922)
- Joseph de Saxe-Cobourg-Gotha (1869-1888)
- Auguste de Saxe-Cobourg-Gotha (1895-1909)
- Léopold de Saxe-Cobourg-Gotha (1878-1916)
- Philippe de Saxe-Cobourg-Gotha (1844-1921)
- Dorothée de Saxe-Cobourg-Gotha (1881-1967)
- Louis de Saxe-Cobourg-Gotha (1870-1942)
- Maria Anna de Trauttmansdorff-Weinsberg (1873-1948), seconde épouse du précédent
- Marie Caroline de Saxe-Cobourg-Gotha (1899-1941).